# The Avett Brothers
The Avett Brothers est un groupe de folk rock américain originaire de Concord, en Caroline du Nord.
Le groupe est composé de deux frères, Scott Avett (en) (banjo, chant, guitare, piano, grosse caisse) et Seth Avett (en) (guitare, chant, piano, charleston) ainsi que Bob Crawford (contrebasse, basse électrique , violon, chœurs) et Joe Kwon (violoncelle, chœurs). Mike Marsh (batterie), Tania Elizabeth (violon) et Bonnie Avett-Rini (piano) sont des membres du groupe lors des tournées.
Les Avett Brothers combinent bluegrass, country, punk, mélodies pop, folk, rock 'n' roll, rock indépendant, honky tonk et ragtime pour produire un nouveau son décrit par le San Francisco Chronicle comme ayant la « lourde tristesse de Townes Van Zandt, la légère concision pop de Buddy Holly, le tintement mélodieux des Beatles [et] l'énergie brute des Ramones ».